# I. e. 420-as évek
Évszázadok: i. e. 6. század – i. e. 5. század – i. e. 4. század
Évtizedek: i. e. 470-es évek – i. e. 460-as évek – i. e. 450-es évek – i. e. 440-es évek – i. e. 430-as évek – i. e. 420-as évek – i. e. 410-es évek – i. e. 400-as évek – i. e. 390-es évek – i. e. 380-as évek – i. e. 370-es évek
Évek: i. e. 429 – i. e. 428 – i. e. 427 – i. e. 426 – i. e. 425 – i. e. 424 – i. e. 423 – i. e. 422 – i. e. 421 – i. e. 420